# Hierarchy (serie televisiva)
Hierarchy (하이라키?, Ha-irakiLR) è una serie televisiva sudcoreana distribuita su Netflix il 7 giugno 2024.

## Trama
Fondata dal chaebol più grande della Corea del Sud, il Gruppo Jusin, la Jusin High School è una scuola privata ed esclusiva frequentata dai rampolli più ricchi del Paese.

## Personaggi e interpreti
- Jung Jae-i, interpretata da Roh Jeong-eui
- Kang Ha, interpretato da Lee Chae-min
- Kim Ri-an, interpretato da Kim Jae-won
- Yoon He-ra, interpretata da Ji Hye-won
- Lee Woo-jin, interpretato da Lee Won-jung